# Список эпизодов мультсериала «Чаудер»
Список серий для мультсериала «Чаудер» канала Cartoon Network.

## Сезоны
| Сезон | Сезон | Серий | Даты показа     | Даты показа    |
| Сезон | Сезон | Серий | Начало сезона   | Конец сезона   |
| ----- | ----- | ----- | --------------- | -------------- |
|       | 1     | 20    | 2 ноября 2007   | 24 июля 2008   |
|       | 2     | 20    | 2 октября 2008  | 1 октября 2009 |
|       | 3     | 9     | 15 октября 2009 | 7 августа 2010 |

## Сезон первый (2007—2008)
| | |                 |     |  |  |  |
| 1 | «Лягушачий пирог с яблоками / Подружка Чаудера» «The Froggy Apple Crumble Thumpkin (series pilot) / Chowder's Girlfriend» | 2 ноября 2007   | 101 |  |  |  |
| Лягушачий пирог с яблоками: В этой серии мы знакомимся с основными действующими лицами и видим как Фасолер обучает Чаудера готовить блюдо. Подружка Чаудера: Чаудер знакомится с Пышкой. Она сразу называет его своим бойфрендом. Пытаясь от неё отвязаться он использует все возможные способы, но она только ещё больше в него влюбляется. | |                 |     |  |  |  |
| 2 | «Синяка-Вкусняка / Шницель делает вклад» «Burple Nurples / Shnitzel Makes a Deposit»                                      | 2 ноября 2007   | 102 |  |  |  |
| Синяка-вкусняка: Чаудер выпрашивает у Фасолера возможность приготовить что-нибудь самостоятельно. Но Чаудер добавляет в рецепт яд и идёт продавать своё блюдо на улице. Фасолер должен не дать Чаудера ни продать ни одной. Шницель делает вклад: Чаудер впервые идёт в банк со Шницелем, чему последний совсем не рад. | |                 |     |  |  |  |
| 3 | «Жвачка с сюрпризом / Мини-чудовище из коричного дерева» «Grubble Gum / The Cinnamini Monster»                            | 9 ноября 2007   | 105 |  |  |  |
| Жвачка с сюрпризом: Чаудер съел всю жвачку и Трюфле ничего не осталось. Но если Трюфля узнает... В мире чудовищ из коричного дерева: Чаудер, Фасолер и Шницель отправляются за коричным мини-порошком. Вдохнув порошка, Чаудер уменьшается и знакомится с одиноким синим существом, живущим в коричном дереве. Чтобы выбраться они должны победить существо в настольной игре. | |                 |     |  |  |  |
| 4 | «Поющие бобы / Сертификат на проф. пригодность» «Sing Beans / Certifrycation Class»                                       | 16 ноября 2007  | 104 |  |  |  |
| Поющие бобы: Театр заказывает Фасолеру приготовить поющие бобы. Пока Чаудер учил бобы новой песне, они убежали от него. Сертификат на профпригодность: Сертификат повара Фасолера просрочен, и ему надо заново пройти квалификацию. | |                 |     |  |  |  |
| 5 | «Неверный адрес / Неисправимый Мистер Сандал» «The Wrong Address / The Wrong Customer»                                    | 23 ноября 2007  | 106 |  |  |  |
| Неверный адрес: Фасолер приготовил большой ворчливый ростбиф. Однако Чаудер съел карту и они доставили блюдо не тому клиенту. И хотя настоящий заказчик был совсем рядом, им пришлось многое пережить прежде чем им заплатили. Неисправимый мистер Сандел: В эпизоде рассказывается о том, что происходило, пока Фасолер и Чаудер отвозили ростбиф. В дом к Трюфле залетел мистер Сандел, которого преследует полиция. Сам Сандел близорук и принимает Шницеля за свою жену, тарелки - за еду, а Трюфлю - за котёнка. | |                 |     |  |  |  |
| 6 | «Маджонг на всю ночь / Любовь с душком» «Majhongg Night / Stinky Love»                                                    | 30 ноября 2007  | 103 |  |  |  |
| Маджонг на всю ночь: Трюфля собрала подруг поиграть в маджонг. Для них Фасолер приготовил дьявольские яйца. Чаудер не может уснуть не попробовав их. Любовь с душком: Кимчи влюбился в вонючую солянку.И на утро появилось много мини-солянок. | |                 |     |  |  |  |
| 7 | «Замороженный мужик / Жор-пережорная диета» «The Thrice Cream Man / The Flibber-Flabber Diet»                             | 7 декабря 2007  | 101 |  |  |  |
| Замороженый мужик: Чтобы унять страсть Чаудера к мороженому, Фасолер приготовил замороженого мужика. Жор-пережорная диета: Трюфля волнуется из-за своей толстой фигуры. Фасолер решил накормить её жор-пережором, чтобы, попробовав этого гадкого блюда, она отказалась от диеты. | |                 |     |  |  |  |
| 8 | «Выступление Гаспаччо / Вкус Марципана» «Gazpacho Stands Up / A Taste of Marzipan»                                        | 14 декабря 2007 | 108 |  |  |  |
| Выступление Гаспаччо: Чаудер хочет потренироваться в чистописании и записывает шутки Гаспаччо в книгу для вечера "Открытого микрофона". Вкус Марципана: Фасолер и Мисс Цикорий приготовили одинаковые чернично-шоколадные штрудели-фигудели для ярмарки. Они не могут решить кто из них лучше, и поэтому развязали продуктовую войну. | |                 |     |  |  |  |
| 9 | «Властелины скукожки / Слонобузы» «The Puckerberry Overlords / The Elemelons»                                             | 18 января 2008  | 109 |  |  |  |
| Властелины скукошки: Чаудер съел опасную ягоду-скукошку и всосался сам в себя. Слонобузы: Фасолер запер Трюфлю в клетке со слонобузами, чтобы она помирилась с ними и они дали сок, но Трюфля совсем не хочет дружить с фруктами. | |                 |     |  |  |  |
| 10 | «Сопель-бол / Фасолер в опале» «Sniffleball / Mung on the Rocks»                                                          | 6 марта 2008    | 110 |  |  |  |
| Сопельбол: Фасолер хочет чтобы Чаудер подружился с другими ребятами, а не торчал всё время на кухне с кастрюлями. Фасолер в опале: Фасолер забыл о годовщине их свадьбы с Трюфлей, и она очень обижена на него. | |                 |     |  |  |  |
| 11 | «Соня / Плесневое заражение» «The Heavy Sleeper / The Moldy Touch»                                                        | 3 апреля 2008   | 111 |  |  |  |
| Соня: Чаудер переборщил с дремучим порошком в молоке и Фасолер надолго уснул беспробудным сном. А клиенты всё же ждут заказы. Плесневое заражение: Чаудер выпустил из бутылки плесень, которую нашёл в подвале. Теперь всё, к чему он ни прикоснётся плесневеет, а сам Чаудер наивно полагает, что это всего лишь приправа. | |                 |     |  |  |  |
| 12 | «К вашим услугам / Чаудер и мистер Фугу» «At Your Service / Chowder and Mr. Fugu»                                         | 1 мая 2008      | 112 |  |  |  |
| 13 | «Каникулы / Ночной обжора» «The Vacation / The Sleep Eater»                                                               | 5 июня 2008     | 113 |  |  |  |
| Ночной обжора: Фасолер со Шницелем помогают Чаудеру восстановить нормальный режим его часов аппетита. | |                 |     |  |  |  |
| 14 | «Испорченный синий банан / Шницель и свинцовая гиря» «The Bruised Bluenana / Shnitzel and the Lead Farfel»                | 12 июня 2008    | 114 |  |  |  |
| Испорченный синий банан: Пышка решила, что синий банан - это их с Чаудером ребёнок. Шницель и свинцовая гиря: Шницель совсем ослабел и, чтобы вернуться в прежнюю форму, ему надо побить свой рекорд по поднятию самого тяжелого предмета в Марципан-сити - свинцовой гири. | |                 |     |  |  |  |
| 15 | «Тысячефунтовый торт / Сэндвич с крысой» «The Thousand Pound Cake / The Rat Sandwich»                                     | 19 июня 2008    | 115 |  |  |  |
| Тысячефунтовый торт: Чаудер и Шницель должны успеть доставить тысячефунтовый торт на вершину великана до заката солнца. Сэндвич с крысой: Рубен пытается дискредитировать компанию Фасолера, подложив в сендвич крысу. | |                 |     |  |  |  |
| 16 | «Чаудер теряет свой колпак / Корм для мозгов» «Chowder Loses His Hat / Brain Grub»                                        | 26 июня 2008    | 116 |  |  |  |
| Чаудер теряет свой колпак: Чаудер заигрался с Кимчи и его колпак унесло ветром. Каштан сделал из него домик для отдыха, и теперь, чтобы вернуть любимую шапку, Чаудеру придётся выполнить серию бартеров. | |                 |     |  |  |  |
| 17 | «Увольнение Шницеля» «Shnitzel Quits»                                                                                     | 3 июля 2008     | 119 |  |  |  |
| Шницель устал от неуважительного отношения к нему у Фасолера и ушёл работать к Цикорий. Влюблённая в него Цикорий только рада этому. | |                 |     |  |  |  |
| 18 | «Сломанная деталь / Злючий плод» «Broken Part / The Meach Harvest»                                                        | 10 июля 2008    | 118 |  |  |  |
| Сломанная деталь: Чаудер хотел приготовить пиццу для клиента, но специальная машина сломалась, и ему придётся купить новую деталь. Злючий плов: Фасолеру предстоит побороть свои страхи и приготовить пирог со злючей начинкой. | |                 |     |  |  |  |
| 19 | «Запрет на покупку / Рука со взбитыми сливками» «Banned From the Stand / Creme Puff Hands»                                | 17 июля 2008    | 119 |  |  |  |
| Запрет на покупку: Гаспаччо так увлёкся накладыванием запретов, что запретил свою же палатку. | |                 |     |  |  |  |
| 20 | «Игры учеников» «The Apprentice Games»                                                                                    | 24 июля 2008    | 120 |  |  |  |

## Сезон второй (2008—2009)
| | |                                   |     |  |  |  |
| 1 | «Арборианцы / Распродажа» «The Arborians / The Garage Sale»                                                | 2 октября 2008 20 ноября 2008     | 201 |  |  |  |
| Арборианцы: Чтобы получить вкусный сироп, Фасолер вырастил ворчливое арборианское дерево, которое любит мраморные колонны и огромных каменных тигров с молниями в лапах. Распродажа: Фасолер устраивает гаражную распродажу, но Чаудер совсем не хочет расставаться с вещами.                        | |                                   |     |  |  |  |
| 2 | «Выборы президента / Сиделка для Чаудера» «Panini for President / Chowder's Babysitter»                    | 6 ноября 2008                     | 203 |  |  |  |
| Выборы президента: Пышка и Чаудер соревнуются за пост президента Совета учеников. Сиделка для Чаудера: Гаспаччо присматривал за Чаудером, пока дома никого не было, и играя в прятки, решил, что тот умер и Чаудеру надо попасть в загробный мир.                                                    | |                                   |     |  |  |  |
| 3 | «Изрыгающий огонь / Летающие попрыгунчики» «The Fire Breather / The Flying Flinger Lingons»                | 13 ноября 2008                    | 202 |  |  |  |
| Изрыгающий огонь: Чаудер съел перец "ужасный танцующий дьявол" и теперь не может открывать рот, иначе из него изрыгается пламя. Летающие попрыгунчики: Чаудеру так понравились циркачи-попрыгунчики, что он захотел уйти с ними.                                                                     | |                                   |     |  |  |  |
| 4 | «Эй, эй, Книшмас» «Hey, Hey It's Knishmas!»                                                                | 4 декабря 2008                    | 205 |  |  |  |
| 5 | «Кухня Чаудера / Броская фраза» «Chowder's Catering Company / The Catch Phrase»                            | 11 декабря 2008                   | 204 |  |  |  |
| Кухня Чаудера: Для ужасной стряпни Чаудера нашлись клиенты - комки грязи, и он открывает собственный ресторанчик в чулане. Броская фраза: В Марципан-сити приезжает лучший в мире повар. Чаудер пытается убедить Фасолера, что еда ужасна, если при её приготовлении не употреблять "броскую фразу". | |                                   |     |  |  |  |
| 6 | «Первое свидание / Покупательский бум» «The Hot Date / Shopping Spree»                                     | 12 февраля 2009                   | 206 |  |  |  |
| Первое свидание: Сержант собирается на свидание, но ему надо сначала разобраться с делом Цикорий. Покупательский бум: Трюфля заболела и Фасолер, Шницель и Чаудер побежали в магазин тратить деньги из её копилки.                                                                                   | |                                   |     |  |  |  |
| 7 | «Морская прогулка / Бомбочки с начинкой» «The Party Cruise / Won-Ton Bombs»                                | 2 апреля 2009 1 июня 2009         | 207 |  |  |  |
| Морская прогулка: Фасолер, Шницель и Чаудер отправляются на рыбалку, но попадают на корабль Рубена, на котором он устроил вечеринку. Бомбочки с начинкой: Чаудер приводит с ярмарки старого учителя Фасолера по имени Ло Мэйн. Он рассказывает о позорном прошлом своего ученика.                    | |                                   |     |  |  |  |
| 8 | «Склочницы большой шляпы / Смертельный лабиринт» «The Big Hat Biddies / The Deadly Maze»                   | 2 июня 2009 3 июня 2009           | 208 |  |  |  |
| Склочницы большой шляпы: Трюфля хочет, чтобы её приняли в "Склочниц большой шляпы", и всё должно пройти идеально. Смертельный лабиринт: Бывший ученик Фасолера Гумбо хотел отомстить Чаудеру, но сам попался в свою же ловушку.                                                                      | |                                   |     |  |  |  |
| 9 | «Малыш Шницель / Гаспаччо даёт сдачи» «Kid Shnitzel / Gazpacho Fights Back»                                | 4 июня 2009 5 июня 2009           | 211 |  |  |  |
| Малыш Шницель: Шницель совсем замотался на работе и решил вести себя как ребёнок. Гаспаччо даёт сдачи: Гаспаччо надоедает курица Розмари, кто-то должен ему помочь.. | |                                   |     |  |  |  |
| 10 | «ТБЗ / Трюфлино горе» «The B.L.T.'s / The Trouble With Truffles»                                           | 11 июня 2009                      | 209 |  |  |  |
| ТБЗ: Чаудеру надо за день подготовиться к Тесту Базовых Знаний, но если он не сдаст, то никогда не сможет готовить. Трюфлино горе: У Трюфли ужасный голос и она распугивает всех клиентов. 2 простых шага помогут ей.                                                                                | |                                   |     |  |  |  |
| 11 | «Театральный ужин» «The Dinner Theater»                                                                    | 25 июня 2009                      | 210 |  |  |  |
| Чтобы поправить свои финансовые дела, Фасолер устраивает театральное представление. | |                                   |     |  |  |  |
| 12 | «Биг Бол / Мозговая стужа» «Big Ball / The Brain Freeze»                                                   | 2 июля 2009 9 июля 2009           | 212 |  |  |  |
| ___ : Трюфля хочет доказать Фасолеру всю бессмысленность "командной игры, занимающей открытое поле <...>" и всё-таки выиграть её. Мозговая стужа: Чаудер слишком быстро выпил холодный чилладо и оказался внутри своих оледеневших мозгов.                                                           | |                                   |     |  |  |  |
| 13 | «Улитомобиль / Ледистоп» «The Snail Car / The Lollistops»                                                  | 16 июля 2009 23 июля 2009         | 213 |  |  |  |
| Улитомобиль:Фасолер купил новый спортивный улитомобиль, но Чаудер хочет оставить старый. Ледистоп: Чаудеру так понравился леденец у стоматолога, что он готов пойти на всё, лишь бы получить ещё один.                                                                                               | |                                   |     |  |  |  |
| 14 | «Грязный секрет Цикорий / Биг Фуд» «Endive's Dirty Secret / Big Food»                                      | 30 июля 2009                      | 214 |  |  |  |
| Грязный секрет Цикорий: Жители города узнают секрет мисс Цикорий и шантажируют её, чтобы попасть к ней в бассейн. Биг Фуд: Чаудер ищет в лесу мистического Биг Фуда. | |                                   |     |  |  |  |
| 15 | «Раскрась город / Затемнение» «Paint the Town / The Blackout»                                              | 6 августа 2009                    | 215 |  |  |  |
| Раскрась город: Чаудеру не нравилось, что все говорят ему что делать и он нарисовал свой собственный город Чаудерленд. Затемнение: Чаудер включал много электрических приборов и во всём городе погас свет. Теперь ему нужно зажечь Башню Света, но на улицах полно извращенцев.                     | |                                   |     |  |  |  |
| 16 | «Кубицикл / Рецепт счастья» «The Dice Cycle / The Chain Recipe»                                            | 13 августа 2009                   | 216 |  |  |  |
| Кубицикл: Фасолер доверил Чаудеру свой старый кубицикл, а он его сломал и свалил всё на Свичи. Рецепт счастья: Фасолер отказывается готовить блюдо счастья и его преследуют неудачи. | |                                   |     |  |  |  |
| 17 | «Сад / Приветти!» «The Garden / Sheboodles»                                                                | 20 августа 2009                   | 217 |  |  |  |
| Сад: Трюфля смогла вырастить растение, отчего Чаудер зауважал её и стал общаться с ней, а не с Фасолером. Приветик: Мисс Цикорий испекла себе мужчину, но не довела его до готовности и он получился не таким красивым, как она ожидала.                                                             | |                                   |     |  |  |  |
| 18 | «Гаспаччо на постое / Моя большая толстая вонючая свадьба» «Gazpacho Moves In / My Big Fat Stinky Wedding» | 27 августа 2009 3 сентября 2009   | 218 |  |  |  |
| Гаспаччо на постое: Мама выгнала Гаспаччо из дому и он поселился у Фасолера, надоедая всем и устанавливая свои порядки. Моя большая толстая вонючая свадьба: Чаудера пригласили на свадьбу Кимчи, он должен расстроить эту свадьбу и помочь другу.                                                   | |                                   |     |  |  |  |
| 19 | «День почитания учеников / Виноградный червь» «Apprentice Appreciation Day / The Grape Worm»               | 10 сентября 2009 17 сентября 2009 | 219 |  |  |  |
| День почитания учеников: Фасолер и Цикорий соревнуются кто из них устроит лучший праздник для своего ученика, но они совсем не берут в учёт того, что они хотят. Виноградный червь: В Чаудере поселился виноградный червь, а он думает, что это его внутренний голос.                                | |                                   |     |  |  |  |
| 20 | «Незабываемая ярмарка / Разборки в Тофу-тауне» «A Faire to Remember / Tofu-Town Showdown»                  | 24 сентября 2009 1 октября 2009   | 220 |  |  |  |
| Незабываемая ярмарка: Чаудер подружился с Мармеладой, Пышка очень его ревнует. Разборки в Тофу-тауне: Доставляя заказ, Чаудер узнал интересную историю о прошлом Шницеля. Но так ли всё было на самом деле..                                                                                         | |                                   |     |  |  |  |

## Сезон третий (2009—2010)
| | |                                 |           |  |  |  |
| 1 | «Руки на большом миксере / Разрывные разы» «Hands on a Big Mixer / The Blast Raz»                           | 15 октября 2009 22 октября 2009 | 301a/303a |  |  |  |
| Руки на большом миксере: Большой миксер получит тот, кто дольше всех продержит руку на нём. Разрывные разы: Гаспаччо попросил Фасолера помочь ему доставить мистеру Фугу очень опасный груз под названием "Разрывные разы",которые от резких движений взрываются. Позже выясняется что деньги Гаспачо на самом деле хочет отдать клоуном на переподготовку его мамы в Школе клоунов | |                                 |           |  |  |  |
| 2 | «Самый жуткий дом в Марципане / Дух бешеной курятины» «The Spookiest House in Marzipan / The Poultry Geist» | 29 октября 2009 5 ноября 2009   | 303b/301b |  |  |  |
| Самый жуткий дом в Марципане: Чаудер должен доставить бутерброды в жуткий дом с привидениями и идти одному ему очень страшно. Дух бешеной курятины: Чаудер съел старую тухлую курицу и теперь им овладел её дух. | |                                 |           |  |  |  |
| 3 | «Юные скауты / Бельгийский вафельный слюнопёс» «The Apprentice Scouts / The Belgian Waffle Slobber-Barker»  | 12 ноября 2009 19 ноября 2009   | 304b/304a |  |  |  |
| Юные скауты: Гаспаччо очень волнуется что у него отберут должность вожатого скаутов, а дети решили, что у него бешенство. Бельгийский вафельный слюнопёс: Пока главных героев не было дома, их ограбили. Для защиты Фасолер приготовил пса, который получился не таким как ожидалось из-за вмешательства Чаудера. | |                                 |           |  |  |  |
| 4 | «Немного пиззаза / Костюмы на День рождения» «A Little Bit of Pizzazz / The Birthday Suits»                 | 3 декабря 2009 10 декабря 2009  | 302       |  |  |  |
| Немного пиззаза: Чаудер положил слишком много пиззаза в блюдо и главные герои поменялись телами. Костюмы на День рождения: Компания должна доставить блюдо на вечеринку Фуго, но по пути их костюмы испортились и они остались голышом. | |                                 |           |  |  |  |
| 5 | «Ограбление / Розыгрыш» «The Heist / The Prank»                                                             | 7 января 2010 14 января 2010    | 305       |  |  |  |
| Ограбление: Чаудер нашёл сахарные сапфиры, но основные их залежи под домом Цикорий. Розыгрыш: Цикорий разыграла Фасолера, да так, что ему пришлось продать всё имущество. | |                                 |           |  |  |  |
| 6 | «Старая ость / Журнал Чаудера» «Old Man Thyme/Chowder's Magazine»                                           | 21 января 2010 28 января 2010   | 306       |  |  |  |
| Старая Ость: Чаудер хочет победить старика Старая Ость, чтобы никогда не постареть. Журнал Чаудера: Чаудер решил написать в своём журнале статью о самой важной персоне на кухне. | |                                 |           |  |  |  |
| 7 | «Выходной Шницеля/ Вкусовые рецепторы» «Weekend at Schnitzel's/Taste Buds»                                  | 4 марта 2010 11 марта 2010      | 307       |  |  |  |
| Выходной Шницеля: У Шницеля выходной и ему придётся присматривать за Чаудерам, и он влюбился в поющию куклу. Вкусовые рецепторы: Фасолер сломал язык и поручил Чаудеру дегустировать его блюда. Но натренированный язык Чаудера оказался очень самостоятелен в выборе еды. | |                                 |           |  |  |  |
| 8 | «Гаспаччо!/ Пукающий фрукт» «Gazpacho!/The Toots»                                                           | 18 марта 2010 5 апреля 2010     | 308       |  |  |  |
| Гаспачо!: Гаспачо подумал что её маму похитили ниндзя и его сосед Лимон должен помочь. Пукающий фрукт: Чаудер как обычно съел то, что нельзя - пукающий фрукт. Он разорвался внутри него, а когда Чаудер пукнул, его попа запела песню, которая всем очень понравилась и теперь Гарганзола использует его попу чтобы стать богатым. | |                                 |           |  |  |  |
| 9 | «Взрослый Чаудер» «Chowder Grows Up»                                                                        | 7 августа 2010                  | 309       |  |  |  |
| Взрослый Чаудер: Фасолер предупредил Чаудера о том что когда-нибудь его ученик займёт его место, и этот день настал. Когда на кухне произошёл взрыв, Чаудер начал петь о том что не собирается взрослеть. 20 лет спустя он пел. И Чаудер наконец-то стал взрослым, а Фасолер с Трюфлей отошли от дел. Тем более Чаудер не взрослея причиняет боль своим друзьям. Шницель женился на Цикорий, Пышка владеет своей пекарней, тем более Чаудер, не выполнил её желание, ей придётся нянчить свою ученицу, Гарганзола стал президентом компании Канделябр Inc., и ему придётся издеваться над его сотрудником. А Гаспачо открыл торговый центр (но на самом деле он соврал). Теперь Чаудеру нужно всё исправить. | |                                 |           |  |  |  |